# Saint-Jean-en-Royans
Saint-Jean-en-Royans je naselje in občina v jugovzhodnem francoskem departmaju Drôme regije Rona-Alpe. Leta 2006 je naselje imelo 2.999 prebivalcev.

## Geografija
Kraj leži v pokrajini Daufineji znotraj naravnega regijskega parka Vercors, 43 km vzhodno od Valence.

## Uprava
Saint-Jean-en-Royans je sedež istoimenskega kantona, v katerega so poleg njegove vključene še občine Bouvante, Échevis, La Motte-Fanjas, Léoncel, Oriol-en-Royans, Rochechinard, Sainte-Eulalie-en-Royans, Saint-Laurent-en-Royans, Saint-Martin-le-Colonel, Saint-Nazaire-en-Royans in Saint-Thomas-en-Royans s 7.281 prebivalci.
Kanton Saint-Jean-en-Royans je sestavni del okrožja Valence.

## Zanimivosti
- cerkev sv. Janeza iz 12. stoletja;

## Pobratena mesta
- Câmpani (Transilvanija, Romunija);